# تاتو هاکوبیان

تاتو هاکوبیان (ارمنی: Տաթև Հակոբյան) وزنه‌بردار زن اهل ارمنستان است که در مجموع برنده ۲ مدال طلا، ۳ مدال نقره و ۲ مدال برنز شد.

## نتایج مهم
| سال                                                  | مکان                    | وزن                     | یک ضرب (ک‌گ)             | یک ضرب (ک‌گ)             | یک ضرب (ک‌گ)             | یک ضرب (ک‌گ)             | یک ضرب (ک‌گ)             | دوضرب (ک‌گ)              | دوضرب (ک‌گ)              | دوضرب (ک‌گ)              | دوضرب (ک‌گ)              | دوضرب (ک‌گ)              | مجموع                   | رتبه                    |
| سال                                                  | مکان                    | وزن                     | ۱                       | ۲                       | ۳                       | نتیجه                   | رتبه                    | ۱                       | ۲                       | ۳                       | نتیجه                   | رتبه                    | مجموع                   | رتبه                    |
| قهرمانی وزنه‌برداری جهان                              | قهرمانی وزنه‌برداری جهان | قهرمانی وزنه‌برداری جهان | قهرمانی وزنه‌برداری جهان | قهرمانی وزنه‌برداری جهان | قهرمانی وزنه‌برداری جهان | قهرمانی وزنه‌برداری جهان | قهرمانی وزنه‌برداری جهان | قهرمانی وزنه‌برداری جهان | قهرمانی وزنه‌برداری جهان | قهرمانی وزنه‌برداری جهان | قهرمانی وزنه‌برداری جهان | قهرمانی وزنه‌برداری جهان | قهرمانی وزنه‌برداری جهان | قهرمانی وزنه‌برداری جهان |
| ---------------------------------------------------- | ----------------------- | ----------------------- | ----------------------- | ----------------------- | ----------------------- | ----------------------- | ----------------------- | ----------------------- | ----------------------- | ----------------------- | ----------------------- | ----------------------- | ----------------------- | ----------------------- |
| ۲۰۱۹                                                 | پاتایا، تایلند          | ۸۱ ک‌گ                   | ۱۰۰                     | ۱۰۵                     | ۱۰۵                     | ۱۰۵                     | ۱۰                      | ۱۱۵                     | ۱۲۱                     | ۱۲۵                     | ۱۲۱                     | ۱۳                      | ۲۲۶                     | ۱۰                      |
| ۲۰۱۸                                                 | عشق‌آباد، ترکمنستان      | ۸۱ ک‌گ                   | ۱۰۴                     | ۱۰۴                     | ۱۰۴                     | -                       | -                       | انصراف                  | انصراف                  | انصراف                  | -                       | -                       | -                       | -                       |
| مسابقات قهرمانی وزنه‌برداری اروپا                     |                         |                         |                         |                         |                         |                         |                         |                         |                         |                         |                         |                         |                         |                         |
| ۲۰۲۳                                                 | ایروان، ارمنستان        | ۷۶ ک‌گ                   | ۱۰۰                     | ۱۰۴                     | ۱۰۷                     | ۱۰۴                     | 2                       | ۱۱۸                     | ۱۲۲                     | ۱۲۶                     | ۱۲۲                     | 3                       | ۲۲۶                     | 2                       |
| ۲۰۲۲                                                 | تیرانا، آلبانی          | ۷۶ ک‌گ                   | ۱۰۱                     | ۱۰۴                     | ۱۰۴                     | ۱۰۴                     | 3                       | ۱۱۹                     | ۱۲۰                     | ۱۲۰                     | '                       |                         |                         |                         |
| ۲۰۲۱                                                 | مسکو، روسیه             | ۸۷ ک‌گ                   | ۱۰۱                     | ۱۰۶                     | ۱۰۶                     | ۱۰۱                     | ۷                       | ۱۲۰                     | ۱۲۶                     | ۱۲۹                     | ۱۲۰                     | ۹                       | ۲۲۱                     | ۹                       |
| ۲۰۱۹                                                 | باتومی، گرجستان         | ۸۷ ک‌گ                   | ۱۰۵                     | ۱۰۵                     | ۱۰۵                     | ۱۰۵                     | ۳                       | ۱۲۵                     | ۱۳۰                     | ۱۳۰                     | ۱۲۵                     | ۴                       | ۲۳۰                     | ۴                       |
| ۲۰۱۷                                                 | اشپلیت، کرواسی          | ۹۰ ک‌گ                   | ۱۰۰                     | ۱۰۵                     | ۱۰۸                     | ۱۰۵                     | ۳                       | ۱۲۱                     | ۱۲۱                     | ۱۲۵                     | ۱۲۵                     | ۴                       | ۲۳۰                     | 3                       |
| جام قطر                                              |                         |                         |                         |                         |                         |                         |                         |                         |                         |                         |                         |                         |                         |                         |
| ۲۰۱۹                                                 | دوحه، قطر               | ۸۷ ک‌گ                   | ۱۰۰                     | ۱۰۵                     | ۱۰۸                     | ۱۰۵                     | ۱                       | ۱۲۱                     | ۱۲۷                     | ۱۳۱                     | ۱۲۷                     | ۲                       | ۱۲۵                     | 1                       |
| ۲۰۲۳                                                 | دوحه، قطر               | ک‌گ                      |                         |                         |                         | ۱۰۷                     | {{}}                    |                         |                         | -                       | ۱۲۳                     | {{}}                    | ۲۳۰                     | [ ۳ ] [ ۴ ]             |
| مسابقات قهرمانی وزنه‌برداری جوانان و زیر ۲۳ سال اروپا |                         |                         |                         |                         |                         |                         |                         |                         |                         |                         |                         |                         |                         |                         |
| ۲۰۱۹                                                 | بخارست، رومانی          | ۸۷ ک‌گ                   | ۱۰۰                     | ۱۰۵                     | ۱۰۸                     | ۱۰۵                     | ۱                       | ۱۲۰                     | ۱۲۵                     | ۱۲۵                     | ۱۲۵                     | ۲                       | ۲۳۰                     | 2                       |
| ۲۰۱۸(U-23)                                           | زاموشچ، لهستان          | ۹۰ ک‌گ                   | ۱۰۵                     | ۱۰۵                     | ۱۰۷                     | ۱۰۵                     | ۱                       | ۱۲۲                     | ۱۲۹                     | انصراف                  | ۱۲۹                     | ۱                       | ۲۳۴                     | 1                       |
| ۲۰۱۷                                                 | دراج، آلبانی            | ۹۰ ک‌گ                   | ۹۸                      | ۱۰۱                     | ۱۰۵                     | ۱۰۵                     | ۲                       | ۱۱۶                     | ۱۲۰                     | ۱۲۳                     | ۱۲۳                     | ۲                       | ۲۲۸                     | 2                       |
| ۲۰۱۴(J)                                              | لیماسول، قبرس           | ۷۵ ک‌گ                   | ۸۶                      | ۹۱                      | ۹۳                      | ۹۳                      | ۴                       | ۱۰۸                     | ۱۱۲                     | ۱۱۲                     | ۱۰۸                     | ۵                       | ۲۰۱                     | ۵                       |
| مسابقات قهرمانی وزنه‌برداری نوجوانان جهان             |                         |                         |                         |                         |                         |                         |                         |                         |                         |                         |                         |                         |                         |                         |
| ۲۰۱۳                                                 | تاشکند، ازبکستان        | ۶۹ ک‌گ                   | ۷۰                      | ۷۰                      | ۷۵                      | ۷۵                      | ۱۳                      | ۸۳                      | ۸۷                      | ۹۰                      | ۹۰                      | ۱۳                      | ۱۶۵                     | ۱۳                      |
| مسابقات قهرمانی وزنه‌برداری نوجوانان اروپا            |                         |                         |                         |                         |                         |                         |                         |                         |                         |                         |                         |                         |                         |                         |
| ۲۰۱۳                                                 | کلایپدا، لیتوانی        | ۶۹ ک‌گ                   | ۷۵                      | ۷۷                      | ۷۷                      | ۷۷                      | ۳                       | ۹۳                      | ۹۷                      | ۹۷                      | ۹۳                      | ۵                       | ۱۷۰                     | ک‌گ                      |